# RV Bilim-2
Le RV Bilim-2 est un navire océanographique turc, appartenant à l'Université technique du Moyen-Orient d'Ankara et exploité en eaux profondes par son Institut des sciences de la mer basé à Erdemli, en Turquie.

## Histoire
Il a été construit par le chantier naval d'Istanbul à Pendik et lancé en 1983 sous le nom de RV Bilim (en turc pour "Science"). En 2006, elle a été renommée Bilim-2. Il est le principal navire de l'institut à côté de ses deux autres plus petits bateaux de recherche à coque en bois, le RV Erdemli construit en 1979 et le RV Lamas-1, construit en 1981. Le navire dispose d’un système de positionnement global (GPS), d'un radar conventionnel d’une portée de 52 milles marins (96 km) pour la navigation et les équipements de communication modernes. Il peut naviguer de manière autonome pendant 45 jours en mer.
Le Bilim-2 est équipé d’un treuil de chalut hydraulique de 7,5 tonnes et d’une capacité de fil de 2 x 1.500 m et d’un treuil de filet hydraulique d’une capacité de 6 tonnes pour les enquêtes de pêche et de biologie marine. Les études géologiques marines sont effectuées à l'aide d'un système sismique peu profond de type Uniboom de type EG&G, de sonars à balayage latéral et de divers carottiers et échantionneurs. Un véhicule sous-marin téléguidé (Mini Rover Benthos MK II) est également utilisée dans les relevés des fonds marins.

### Missionanchois
En 2010, Bilim-2 a été chargé par le ministère de l'Alimentation, de l'Agriculture et de l'Elevage du projet "Détermination acoustique du stock d' anchois et mise en place d'une méthode de surveillance continue" dans le cadre du "Programme national de collecte de données sur les pêches". Pour cette étude, le navire a opéré sur la côte de la mer Noire pendant la saison de pêche commençant en 2011. L'anchois représente environ 60% de tous les poissons capturés en Turquie. Au cours de la saison de pêche 2011, 200.000 tonnes d'anchois ont été capturées et environ 70.000 tonnes sont restées dans la mer. La saison de pêche à l'anchois a diminué au cours des dernières années pour atteindre environ un mois, alors que dans les années 1970 et 1980, elle avait duré de novembre à mai. Avant les années 2000, le stock d'anchois s'élevait à un million et demi de tonnes, selon les experts.

## Galerie

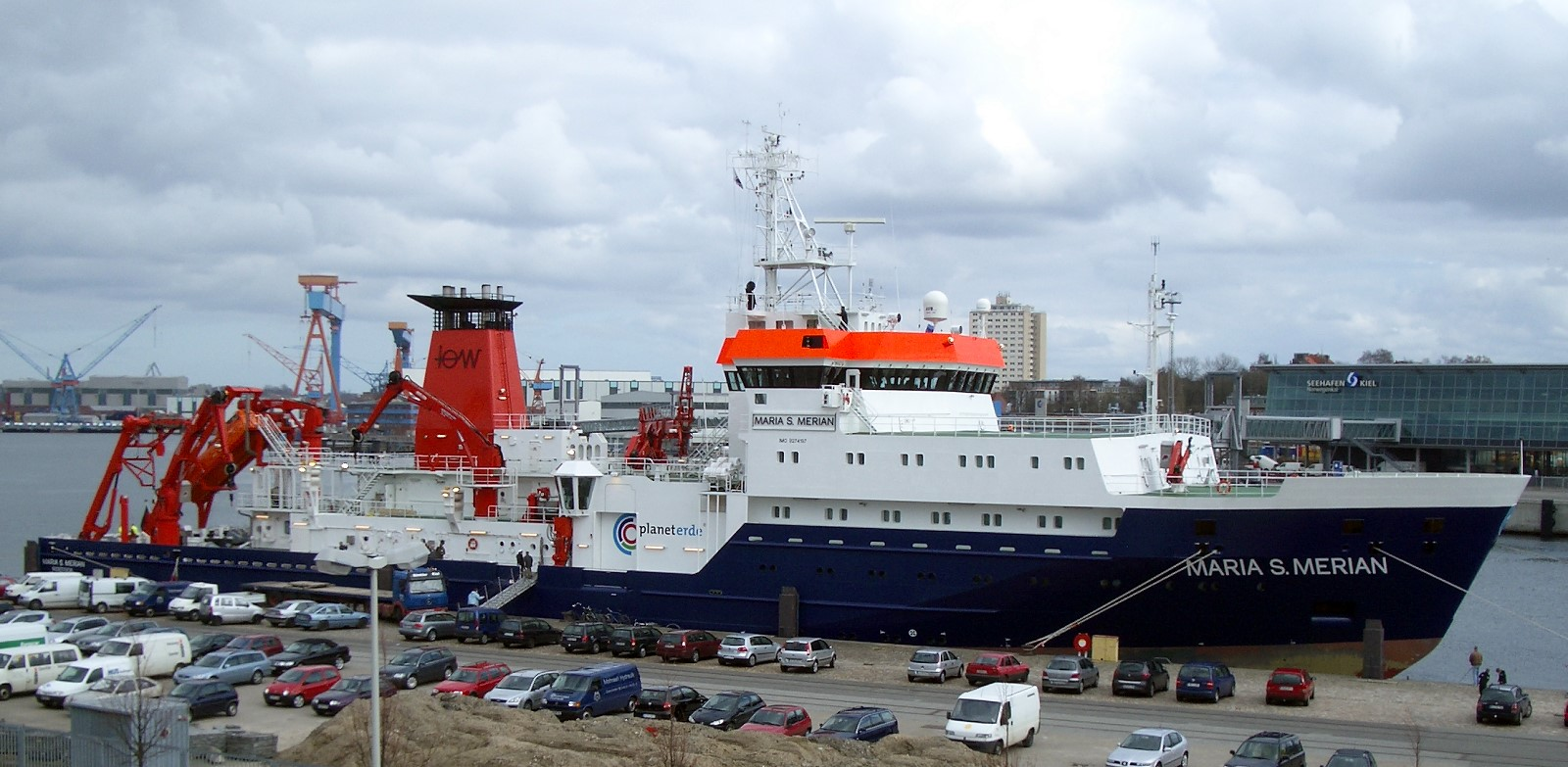
RV Maria S. Merian
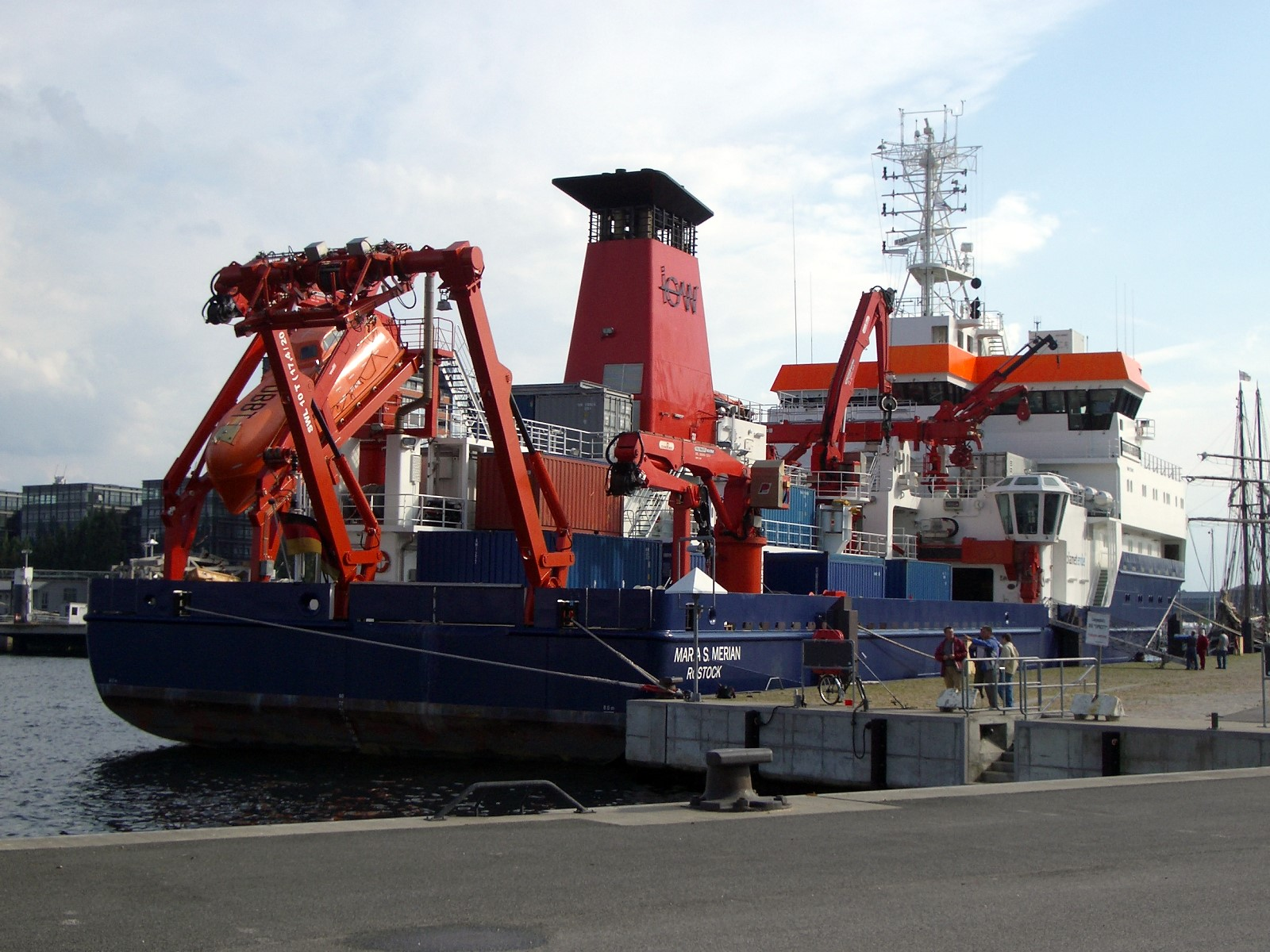
RV Maria S. Merian (pont arrière)

### Note et référence
- (en) Cet article est partiellement ou en totalité issu de l’article de Wikipédia en anglais intitulé « RV Bilim-2 » (voir la liste des auteurs).

### liens internes
- Université technique du Moyen-Orient